# مات فيش
مات فيش (بالإنجليزية: Matt Fish)‏ مواليد 18 نوفمبر 1969 في واشنطن، هو لاعب كرة سلة أمريكي سابق وحمل الرقم 50 و6 و22. يبلغ طوله 6 قدم 11 بوصة (2.1 م). اعتزل اللعب في 2002.

## فرق لعب لها
- بي سي إم جرافيلين
- لوس أنجلوس كليبرز
- نيويورك نيكس

## روابط خارجية
- مات فيش على موقع إن بي أي (الإنجليزية)
- مات فيش على موقع سبورتس رفرنس (الإنجليزية)
- مات فيش على موقع كرة السلة الأوروبية.كوم (الإنجليزية)
- مات فيش على موقع كلية كرة السلة في سبورتس رفرنس.كوم (الإنجليزية)
- مات فيش على موقع ريلجم (الإنجليزية)
- مات فيش على موقع بروبوليرز (الإنجليزية)